# Nationwide Rip Ridaz (album)
Nationwide Rip Ridaz to debiutancki album amerykańskiej grupy hip-hopowej Nationwide Rip Ridaz wydany w 1995 roku.

## Lista utworów
1. "Throw the C's in the Air"
2. "Nationwide Rip Ridaz"
3. "Swervin' Thru the Eastside"
4. "What We Celieve In"
5. "Crip Keeper"
6. "Everything Gonna C Alright"
7. "Break-A-Slob-Down"
8. "Skits"
9. "Slobs Keep on Slippin'"
10. "Niggaz Don't Want No Problem"
11. "Little Blue Devil"
12. "Compton Nut"
13. "Atlantic Dr Hoo Ride"
14. "Sess In the Day Time, Chronic at Night"
15. "Roll Call"
16. "Bullets Don't Have No Names"